# Circhina
Circhina (in sloveno Cerkno, in tedesco Kirchheim) è un comune (občina) della Slovenia. Ha una popolazione di 4 580 abitanti ed un'area di 131,6 km². Appartiene alla regione statistica del Goriziano nel cuore delle Alpi Giulie. Tra il 1920 e il 1947 fu comune italiano della provincia di Gorizia all'epoca posto lungo il confine con la Jugoslavia.

## Geografia fisica

### Corsi d'acqua
- Fiume Idria[7] (Idrijca)
- Sevnica
- Otuška
- Cerknica
- Jesenica
- Zapoška.[8]

### Monti e passi principali
- Porezen, 1630 m
- Hoc, 1514 m
- Kopa, 1360 m
- Črni Vrh, 1291 m
- Bevkov Vrh, 1051 m
- Hum, 1423 m
- Prvič, 1253 m
- Kojca, 1303 m
- passo di Podpleče, 591 m
- Vrhovčev grič, 1048 m.[8]

## Storia
Dopo la caduta dell'Impero romano d'Occidente, e la parentesi del Regno ostrogoto, i Longobardi si insediarono nel suo territorio, seguiti poi attorno al VI secolo da popolazioni slave. Alla caduta del Regno longobardo subentrarono quindi i Franchi; nell'887 Arnolfo, Re dei Franchi orientali, istituì la marca di Carniola; nel 957 la Carniola passò sotto l'autorità del duca di Baviera e poi nel 976 nel Ducato di Carinzia appena costituito dall'imperatore Ottone II.

In seguito il Ducato di Carinzia passò, come ricompensa per i servigi resi all'imperatore Rodolfo I contro Ottocaro II di Boemia, a Mainardo II di Tirolo-Gorizia; il territorio quindi entrò nella Contea di Gorizia e in seguito, passando nel 1500 alla Casa d'Asburgo, alla Contea di Gorizia e Gradisca.
 
Con il trattato di Schönbrunn (1809) entrò a far parte delle Province illiriche.

Col Congresso di Vienna nel 1815 rientrò in mano austriaca; passò in seguito sotto il profilo amministrativo al Litorale austriaco nel 1849 come comune autonomo, nonché come centro di Distretto giudiziario (Gerichtsbezirk). All'epoca della costituzione del comune catastale di Kirchheim, esso comprendeva anche l'attuale insediamento (naselje) di Cerkljanski Vrh. In seguito ad esso vennero aggregati anche i comuni catastali di Bucova (Bukovo), Goriach (Gorje), Iessenizza (Jesenica), Labina (Labinje), Novake Superiore (Novake Gorenje, Obernovake), Novake Inferiore (Novake Dolenje, Unternovake), Orecca (Orehek), Ottales (Otalež), Planina, Recca Rauna (Reka Ravne) e Sakrisch (Zakriž).
Dopo la prima guerra mondiale fu comune autonomo della Provincia del Friuli e comprendeva le frazioni di Gorie/Goriani (Gorje); Iesseniza/Gessenizza (Jesenica); Labigne/Labigna (Labinje), con il centro di Pogliana (Poljane); Novache Superiore/Novacchi di sopra (Gorenji Novak), Novache Inferiore/Novacchi di sotto (Dolenji Novaki); Orehek/Orecca (Orehek); Otalez/Ottales (Otalež), con i centri di Lase (Lazec), Iazne (Jaznje, oggi Jazne), Nasora (Masora, oggi Masore nel comune di Idria), e Straza (Straža); Bucovo/Buccova (Bukova); Planina; Recca/Recca San Giovanni (Reka), con i centri di Raune Superiore (Gorenje Ravne) e Raune Inferiore (Dolenje Ravne) e infine la frazione di Zacris/Sacris (Zakriž). Nel 1927 il comune passò alla ricostituita Provincia di Gorizia; nel 1928 aggregò il soppresso comune di Sebreglia/Sebreglie (Šebrelje).
Nel gennaio 1945 vi fu uccisa dai tedeschi la partigiana Milojka Štrukelj, cui oggi sono dedicati alcuni edifici pubblici di Nova Gorica.
Dopo la seconda guerra mondiale e il Trattato di Parigi del 1947, Circhina passò alla Jugoslavia e quindi alla Slovenia.

### Simboli
Durante il periodo italiano, al comune di Circhina furono concessi stemma e gonfalone con regio decreto del 18 dicembre 1939.
Il gonfalone era un drappo di azzurro.
Nell'emblema attuale sono rappresentati un kozolec sloveno, il tipico essiccatoio per foraggio locale, e una ruota di mulino.

## Società

### Etnie e minoranze straniere
Il comune di Circhina è abitato per la massima parte da sloveni. Fino al XVI secolo il piccolo centro aveva come principale lingua d'uso il friulano, anche se tutta la zona era popolata da etnie slave da molto tempo prima. In seguito, sotto l'impero austro-ungarico, l'idioma diffuso tra le classi colte divenne il tedesco, mentre nel linguaggio familiare e delle campagne era usato lo sloveno; l'italiano non era percepito come lingua straniera, dato che i mercanti locali spesso - attraverso la valle dell'Isonzo - si recavano a Gorizia per lavoro. Il censimento etnico italiano del 1921 riportava che tra i 7 276 abitanti di allora, 177 erano italiani.
Attualmente lo 0,10% della popolazione è di madrelingua italiana (vedi Goriziano).

### Tradizioni
Il Carnevale di Circhina è rinomato in tutta la Slovenia per la particolarità dei suoi personaggi e delle maschere in legno da questi indossate e chiamate larfa. Si tratta di maschere di diavoli, streghe e animali selvaggi, probabilmente legate ad antichi culti della fertilità. Durante lo stesso Carnevale, molti abitanti diventano laufarij e, indossando maschere simili ai krampus tirolesi, corrono per tutto il paese frustando, metaforicamente le belle ragazze e spaventando i bambini cattivi. Quelli buoni, invece, vengono premiati con dolcetti.

## Geografia antropica

### Località
Il comune di Circhina è diviso in 30 insediamenti (naselja):
- Bukovo
- Čeplez
- Cerkljanski Vrh
- Circhina (Cerkno), sede comunale
- Dolenji Novaki
- Gorenji Novaki
- Gorje
- Jagršče
- Jazne
- Jesenica
- Labinje
- Lazec
- Laznica
- Orehek
- Otalež
- Planina pri Cerknem
- Plužnje
- Poče
- Podlanišče
- Podpleče
- Police
- Poljane
- Ravne pri Cerknem
- Reka
- Šebrelje
- Straža
- Travnik
- Trebenče
- Zakojca
- Zakriž

## Amministrazione
| Periodo | Periodo   | Primo cittadino | Partito | Carica  | Note |
| ------- | --------- | --------------- | ------- | ------- | ---- |
| 1994    | 1998      | Janez Podobnik  |         | sindaco |      |
| 1998    | 2002      | Jurij Kavčič    |         | sindaco |      |
| 2002    | 2006      | Jurij Kavčič    |         | sindaco |      |
| 2006    | 2010      | Jurij Kavčič    |         | sindaco |      |
| 2010    | 2014      | Miran Ciglič    |         | sindaco |      |
| 2018    | in carica | Gašper Uršič    |         | sindaco |      |